# Bayonet Point
Bayonet Point é uma Região censo-designada localizada no estado americano de Flórida, no Condado de Pasco.

## Demografia
Segundo o censo americano de 2000, a sua população era de 23.577 habitantes.

## Geografia
De acordo com o United States Census Bureau tem uma área de 
14,7 km², dos quais 14,5 km² cobertos por terra e 0,2 km² cobertos por água.

## Localidades na vizinhança
O diagrama seguinte representa as localidades num raio de 16 km ao redor de Bayonet Point. 